# Contea di Haskell (Kansas)
La contea di Haskell (in inglese Haskell County) è una contea dello Stato del Kansas, negli Stati Uniti. La popolazione al censimento del 2000 era di 4 307 abitanti. Il capoluogo di contea è Sublette.

## Geografia fisica
L'U.S. Census Bureau certifica che l'estensione della contea è di 1497,01 km², di cui 1495,97 km² composti da terra e 1,04 km² composti di acqua.

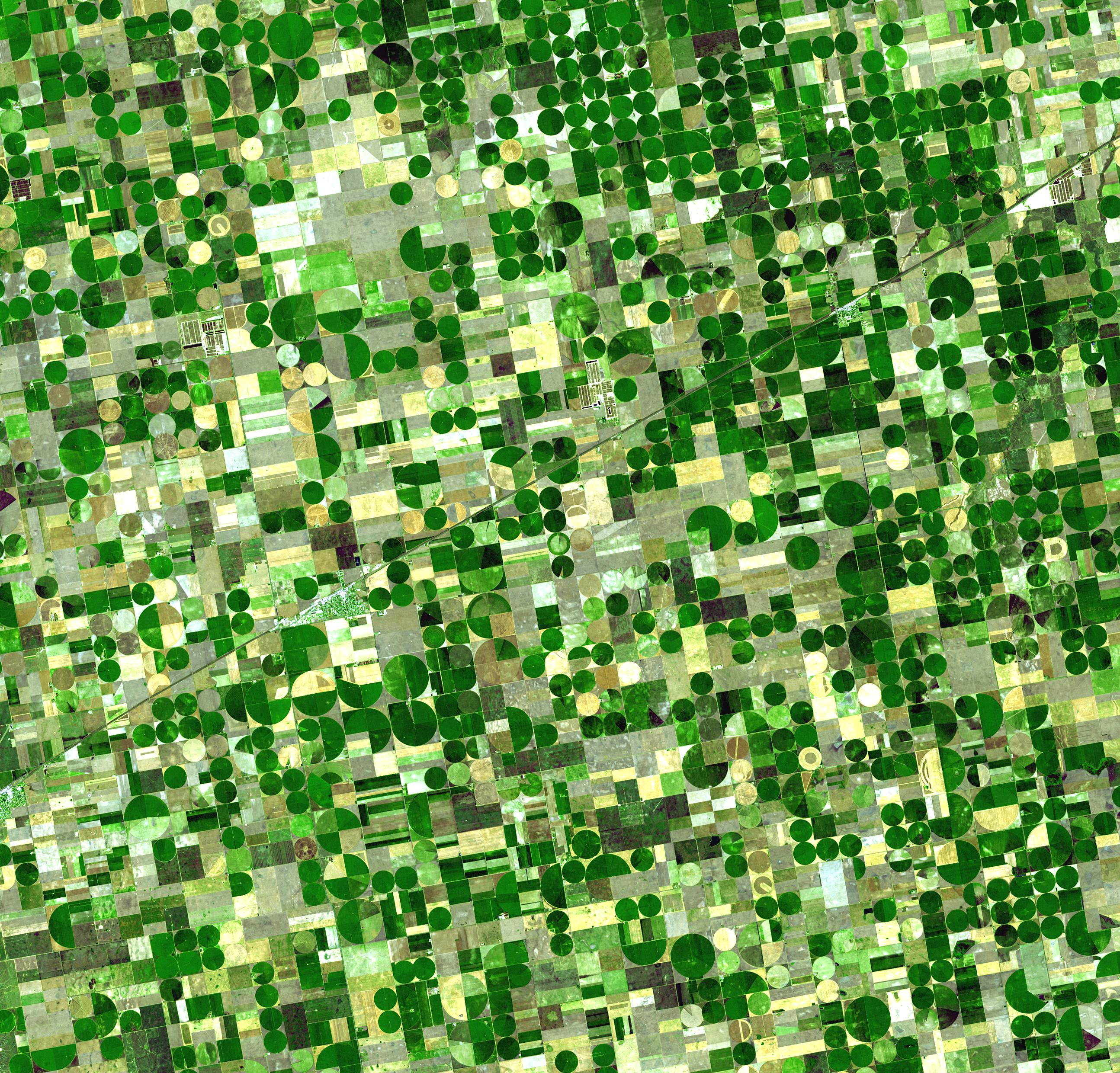
immagine da satellite della contea

### Evoluzione demografica

### Contee confinanti

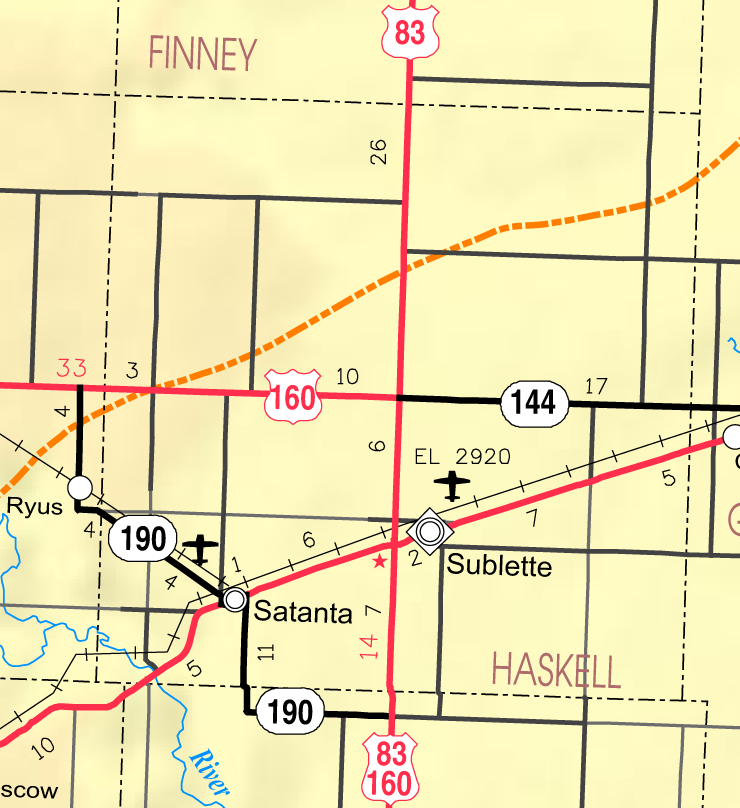

- Contea di Finney - nord
- Contea di Gray - est
- Contea di Meade - sudest
- Contea di Seward - sud
- Contea di Stevens - sudovest
- Contea di Grant - ovest
- Contea di Kearny - ovest

## Infrastrutture e trasporti
- U.S. Route 56
- U.S. Route 83
- U.S. Route 160
- Kansas Highway 144
- Kansas Highway 190

## Geografia antropica

### Città
- Satanta
- Sublette

### Area non incorporata
- Tice

### Township
La contea di Gray è divisa in tre township.
Le Township della contee sono:
- Dudley
- Haskell
- Lockport